# يوم الشهيد (فلسطين)
يوم الشهيد الفلسطيني هو يوم لإحياء ذكرى شهداء فلسطين، ففي هذا اليوم استشهد أوّل شهيد فلسطيني في الثورة الفلسطينية المعاصرة على أرضها الطاهرة التي ارتوت بدماء أبطالها، وهو الشهيد أحمد موسى سلامة الذي استشهد في الأول من يناير عام 1965، بعد أن نفّذ عمليته وقد اعتبر هذا اليوم هو يوم وطني للشهيد الفلسطيني، وهو الذكرى السنوية لانطلاقة الثورة الفلسطينية المسلحة. يوم الشهيد عند الفلسطينيين يحتفل أبناء الشعب الفلسطيني في الخارج والداخل من كل عام في هذا اليوم، استذكاراً لشهدائنا وتكريماً لهم على إيقاع أناشيد الوطنية وليعاهدوا الشهداء على السير في مسيرة النضال الوطني إلى أن يتمّ تحرير فلسطين.